# Franco Panza
Franco Panza (Bomporto, 9 aprile 1942) è un ex calciatore italiano, di ruolo attaccante.

## Carriera
Ha giocato in Serie A con il Lecco.

## Palmarès

### Club

#### Competizioni nazionali
- Serie C: 1

Modena: 1960-1961
- Serie D: 1

Acquapozzillo: 1968-1969